# Институт механики имени С. П. Тимошенко НАН Украины
Институт механики имени С. П. Тимошенко НАН Украины — научно-исследовательский институт в составе отделения механики Национальной академии наук Украины.

## История
Организован в 1919 году в составе Украинской академии наук как Институт технической механики. Первый академический институт технического профиля на Украине.
В 1929 году разделился на Институт строительной механики и Кабинет транспортной механики.
В годы Великой Отечественной войны работал в эвакуации (1941—1943 в Уфе, 1943—1944 в Москве).
В 1945 году в Институте была защищена первая докторская диссертация — Н. Н. Афанасьев «Статистическая теория усталостной прочности металлов»
С 1955 года при институте стал издаваться научный журнал «Прикладная механика».
В 1959 году Институт строительной механики был переименован в Институт механики АН УССР. В 1993 году Институту присвоено имя первого директора С. П. Тимошенко.

## Направления исследований
В начале своей деятельности институт вёл работы, обусловленные задачами восстановления народного хозяйства, разорённого в годы Гражданской войны и интервенции.
В годы первых пятилеток решались, в основном, задачи строительной механики, сооружений, машин; разрабатывались методы испытания материалов, проектирования сооружений. В частности, исследовали механические свойства материалов старых сооружений, мостов, котлов, вибрации углеобогатительных производств.
В предвоенные годы приоритетными стали материаловедение, проблемы прочности, устойчивость конструкций.
В годы Великой Отечественной войны институт принимал участие в решении задач оборонной промышленности. После Победы институт вновь включился в восстановление разрушенного войной хозяйства. Исследовались стержневые, арочные, пластинчатые и оболочечные конструкции, их устойчивость, колебания и напряжённое состояние.
В 1960-е годы в проблематику института добавились исследования свойств полимеров и изделий из них, решение задач энергомашиностроения. С 1970-х годов наряду с традиционными для института стали развиваться новые направления - механика композитов, пространственные задачи, термопластичность, численные методы решения задач, нелинейная теория. 
К началу 1990-х годов институт вёл научные исследования по пяти основным направлениям: 
- статика, динамика и устойчивость неоднородных сред;
- строительная механика оболочечных систем;
- механика связанных полей в материалах и элементах конструкций;
- механика разрушения и усталость;
- теория колебаний и устойчивость движения механических систем.

Внедрение разработок института в народное хозяйство в XI пятилетке дало 47 млн рублей экономического эффекта.

## Основные труды
Методы расчёта оболочек
Механика композитных материалов и элементов конструкций
Пространственные задачи теории упругости и пластичности
Упругие волны в телах с начальными напряжениями
Механика связанных полей в элементах конструкций

## Структура
В состав института входит 15 отделов, опытное производство, группа научно-технической информации и научно-техническая библиотека.
По состоянию на 1 июля 2006 года в институте работало 62 доктора и 90 кандидатов наук; в том числе 4 академика НАН Украины (Я. М. Григоренко, А. Н. Гузь, В. Д. Кубенко, Ю. Н. Шевченко), 4 члена-корреспондента НАН Украины (А. А. Мартынюк, Л. П. Хорошун, И. С. Чернышенко, Н. А. Шульга).

## Руководство
С. П. Тимошенко (1918—1920)
Д. А. Граве (1921)
К. К. Симинский (1921—1932)
С. В. Серенсен (1932—1940)
Н. В. Корноухов (1940—1944)
Ф. П. Белянкин (1944—1958)
Г. Н. Савин (1958—1959)
А. Д. Коваленко (1959—1965)
В. О. Кононенко (1965—1975)
С 1976 года институт возглавляет академик НАН Украины А. Н. Гузь.

## Выдающиеся сотрудники
В разное время в институте работали известные учёные — академики АН СССР Н. Н. Боголюбов, Р. Ф. Ганиев, А. Н. Динник, Н. М. Крылов, Ю. А. Митропольский; член-корреспондент АН СССР и академик АН УССР К. К. Хренов; академики НАН Украины В. Т. Гринченко, Н. Н. Давиденков, Г. В. Карпенко, Н. А. Кильчевский, Е. О. Патон, Г. С. Писаренко, Г. И. Сухомел, члены-корреспонденты АН УССР Б. Н. Горбунов, Б. Д. Грозин, А. Г. Ивахненко, С. Н. Кожевников, В. М. Майзель, А. М. Пеньков, А. Ф. Улитко, И. Я. Штаерман.